# جون غريفيثز (لاعب كرة قدم)
جون غريفيثز (بالإنجليزية: John Griffiths)‏ هو لاعب كرة قدم بريطاني في مركز الوسط، ولد في 16 يونيو 1951 في Oldbury, West Midlands ‏ في المملكة المتحدة. لعب مع نادي كيدرمينستر هاريرز لكرة القدم.